# 明治大学グリフィンズ
明治大学体育会アメリカンフットボール部グリフィンズ（めいじだいがくたいいくかいアメリカンフットボールぶグリフィンズ）は、明治大学体育会に所属するアメリカンフットボールチームである。関東学生アメリカンフットボール連盟一部リーグTOP8所属。チームカラーはゴールド、ネイビー、イエロー。

## 歴史
1934年創部。立教大学・早稲田大学と共に、日本アメリカンフットボール界のルーツ校である。チーム名のグリフィンとはギリシャ神話に登場する鷲の頭と獅子の胴体に翼を持つ、アポロの聖獣と考えられた伝説上の生物。
1933年12月25日、明治大学のフラタニティーである「∑ＮＫ」（シグマ・ヌ・カッパ）とハワイ選抜チーム（東京在住の日系二世で編成されたチーム）の間でアメリカンフットボールの試合が行われた。この「∑ＮＫ」が後のグリフィンズの中核となり、その導き役を果したのが松本瀧蔵明大教授である。
立教大学や聖路加国際病院の創設母体であった日本聖公会に所属していたポール・ラッシュ博士の発案で発足した明治、早稲田、立教、東京商科、慶應の五大学の英語会（ESS）大学連盟共同代表を明治在学中に務めていた松本が、1934年にフットボールのリーグ戦設立のためラッシュに協力を求め、明治大学と立教大学に体育会アメリカンフットボール部を、それぞれ誕生させた。
更に明治、立教、早稲田による、東京学生アメリカンフットボール連盟を設立し、初代理事長をラッシュが務め、松本は書記長（共同）を務めた。松本はその後、1938年にハーバード大学大学院経営科を卒業し、明大教授を務めた後、衆議院議員となり内閣官房副長官などを務めた。
グリフィンズは戦前9季で5度優勝するなど、甲子園ボウル設立以前の国内王者であり、1935年には日本の大学を代表して、初の単独国際試合を南カリフォルニア大学と行った 。
創部当初は米最新戦術がチーム作りの根幹を成し、その後マルチブル攻撃を続々と登場させ、スピードと技術に支えられたスタイルが現在も受け継がれている。

## 主な戦績

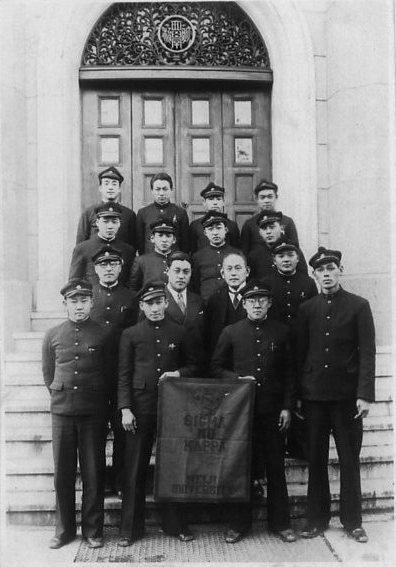
明大アメリカンフットボール部の前身ともされるフラタニティー「∑ＮＫ」（2列目左から2番目が松本瀧蔵教授）

### 甲子園ボウル（全日本大学選手権決勝戦）
- 1948年 明治大学 0-6 関西大学
- 1968年 明治大学 36-38 関西学院大学
- 1975年 明治大学 7-56 関西学院大学
- 1976年 明治大学 22-29 関西学院大学
- 1985年 明治大学 46-48 関西学院大学

### 定期戦
対関西学院大学（1947年開始）　※1年毎に関東／関西で交互に開催。

### 交流戦
- ヨコハマボウル
  - 1987年 明治大学 30-37 関西学院大学
  - 1988年 全明治大学 23-13 全京都大学
  - 1989年 明治大学 20-13 関西学院大学
  - 1991年 明治大学 7-38 関西学院大学
- 平成ボウル
  - 1991年 明治大学・オレゴン大学 12-45 関西学院大学・ワシントン大学
- パールボウル
  - 1977年 明治大学 7-38 東京ヴァンガーズ
- シトロンボウル（東日本大学王座決定戦シトロンボウル）
  - 2002年 明治大学 33-17 北海道大学
  - 2005年 明治大学 27-19 東北大学
  - 2006年 明治大学 18-15 北海道大学
  - 2007年 明治大学 73-36 北海道大学
- TOKYO BOWL（東西大学対抗戦）
  - 2018年 明治大学 20-27 関西大学

## 関連人物
- 松本瀧蔵 - アメリカンフットボール部創設者、ハーバードMBA、衆議院議員・内閣官房副長官、日本アメリカンフットボール協会会長・日本アメリカンフットボール殿堂顕彰者、日本体育協会理事、日本社会人野球協会副会長、日本水泳連盟理事
- 花岡惇 - 明大監督、日本アメリカンフットボール殿堂顕彰者
- 金澤好夫 - 国際アメリカンフットボール連盟上席副会長、日本アメリカンフットボール協会理事長、Xリーグ設立、日本アメリカンフットボール殿堂顕彰者
- 竹下正晃 - 全日本チーム総監督
- 野崎和夫 - 明大総監督、日本アメリカンフットボール殿堂顕彰者
- 小西德應 - 政治経済学部専任教授、アメリカンフットボール部前部長、元日本政治学会理事、元日本選挙学会理事
- 吉村祐二 - 第40回甲子園ボウル・チャックミルズ杯受賞者
- 渡邉弘幸 - uka代表取締役 CEO、元博報堂、第40回甲子園ボウル出場時のQB[3][4]
- 秦英之 - ニールセンスポーツ北アジア地域代表、ONE Championship Japan社長、アサヒビールシルバースター･ライスボウル優勝メンバー、Jリーグ特任理事
- 白輪地仁 - 第4回アイビーボウル敢闘選手
- 葉山エレーヌ - 元日本テレビアナウンサー、グリフィンズ・マネージャーとして在籍
- 安田錦之助 - イコールワン創業者、元野村証券
- 阿江保智 - テレビ西日本アナウンサー、グリフィンズ・クォーターバック